# The Attack
The Attack — британская гаражная рок-группа, существовавшая с 1966-го по 1968 год.

## История
В конце 1966-го года группа записала свой первый сингл на лейбле Decca Records. Последующие годы разные стечения обстоятельств и конфликты с лейблом по поводу "тяжести" композиций не давали группе обрести должную популярность. Не добившись успеха и не реализовав планов по выпуску альбомов и различных сборников, в 1968-м году группа распалась.